# Vokuhila

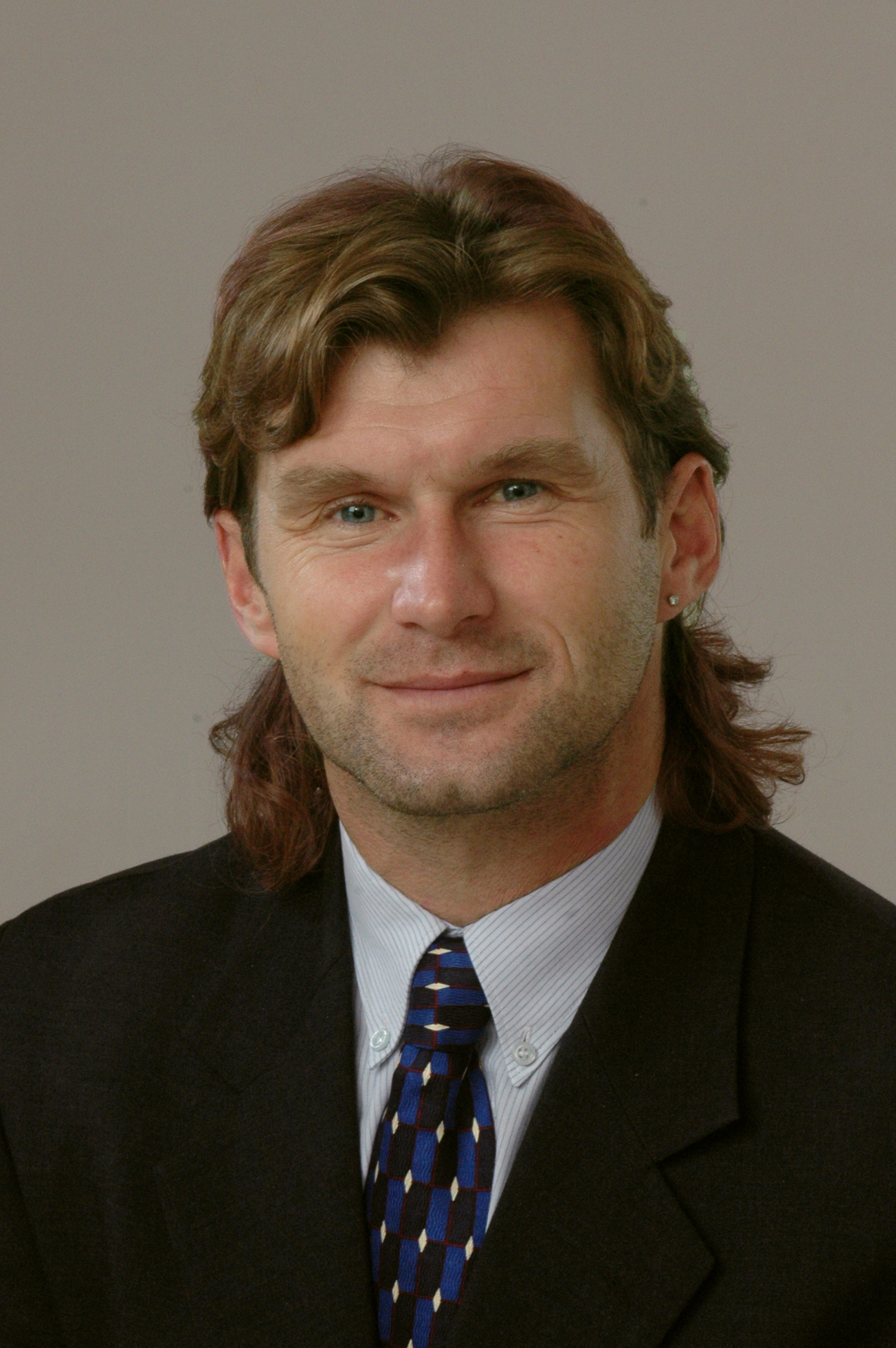
Ein Vokuhila

Der oder die Vokuhila (Kurzform für „vorne kurz, hinten lang“; auch Mullet) ist eine Frisur. Sie zeichnet sich durch Ponyfransen an der Stirn und am Hinterkopf durch schulterlanges Haar aus und wird oft mit einer Dauerwelle kombiniert.

## Geschichte

### Antike Geschichte
2018 wurde bei den Vorbereitungen für einen neuen Parkplatz auf dem Wimpole Estate, England, eine Metallfigur aus dem 1. Jahrhundert n. Chr. ausgegraben. Nach Ansicht der Archäologen deutet diese darauf hin, dass die Einheimischen im alten Britannien während der römischen Besatzung ihr Haar ähnlich wie einen Vokuhila getragen haben könnten. Auch im antiken Griechenland soll die Frisur verbreitet gewesen sein.

### Voreuropäisches Amerika

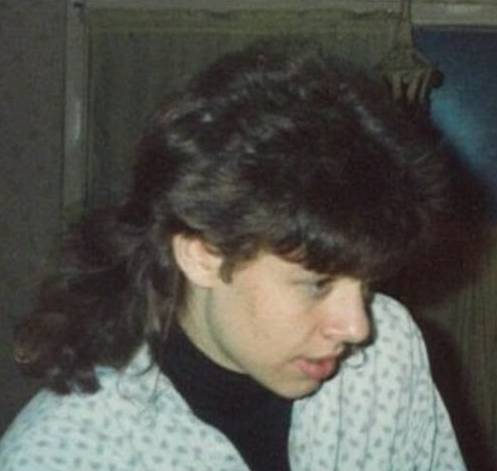
Vokuhila-Frisur

In Mourts Relation beschrieb der Autor Edward Winslow 1621 die erste Begegnung der Plymouth-Pilger mit den amerikanischen Ureinwohnern, Samoset von den Abenaki:

„Er war ein großer Mann, mit schwarzem Kopfhaar, hinten lang und nur vorne kurz, kein Haar im Gesicht; …“

### 1960er
Tom Jones trug einen Vokuhila bei zwei seiner drei Auftritte seines Hits It’s Not Unusual in der Ed Sullivan Show am 2. Mai 1965 und am 13. Juni 1965.

### 1970er

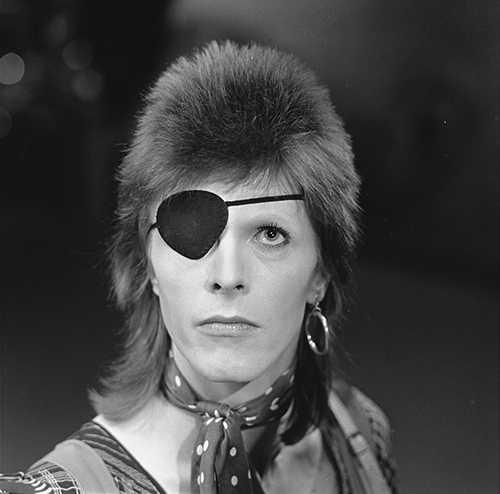
David Bowie mit einem Vokuhila im Jahr 1974

Vokuhilas wurden in den frühen 1970er Jahren von den Rockstars David Bowie, Rod Stewart, Keith Richards und Paul McCartney getragen. Als Greg Prato im Januar 2020 die Grabrede für Neil Peart hielt, behauptete er, dass Peart einen Vokuhila trug, basierend auf seinen Beobachtungen eines Videos von 1974, und deutete weiter an, dass „er auch einer der ersten Rocker gewesen sein könnte, der eine andere Frisur trug – den Rattenschwanz“, basierend auf einem Video von 1985, „The Big Money“.

### 1980er bis zur Gegenwart
Diese Frisur war während der 1980er Jahre weit verbreitet. Seinerzeit wurde sie auch als Nackentapete, Manta-Matte oder Nackenspoiler bezeichnet.  Bekannte Träger dieser Frisur aus der Pop- und Schlagermusik waren unter anderem Bono und Nik Kershaw 1983, George Michael, Richard Dean Anderson, Andre Agassi, Dieter Bohlen, Matthias Reim, David Hasselhoff, Wolfgang Petry, Chuck Norris, Patrick Swayze und Hartmut Engler. In Deutschland trugen in Ost und West zahlreiche Fußballer nebst zugehörigen Fans einen Vokuhila-Haarschnitt. Einer seiner Protagonisten war der Profi-Fußballer Rudi Völler.
Die Musikgruppe Die Ärzte widmete dem Vokuhila auf ihrem im Jahr 1996 erschienenen Konzeptalbum Le Frisur, das sich mit dem Thema Haare befasst, ein eigenes Lied.
Die TAZ bezeichnete den Vokuhila als eines „der schlimmsten haarmodischen Desaster seit Hitlerbart und Minipli“.

## Bezeichnungen in anderen Sprachen
Im Dänischen, Slowenischen und Ungarischen wird die Frisur auch als Bundesliga-Frisur bezeichnet. Im Norwegischen und Schwedischen wird sie als Eishockeyfrisur bezeichnet. Im Tschechischen wird die Frisur nach dem Eishockeyspieler Jaromír Jágr als Jágr-Frisur (účes „na Jágra“) bezeichnet, im Polnischen als tschechischer Fußballspieler (czeski piłkarz).

## Entlehnte Bedeutung
Die Bezeichnung Vokuhila wurde der Frisur entlehnt in den Laufsport übernommen, wo sie den gelenkschonenden und effizienten Laufstil bezeichnet, der sich durch einen kurzen Schritt nach vorn und eine lange Streckung des Beins nach hinten auszeichnet.